# Büyükada (Schiff)
Die Büyükada (Kennung: F-512) ist eine Korvette der Ada-Klasse der türkischen Marine. Das Schiff ist nach der Insel Büyükada im Marmarameer benannt. 

## Geschichte
Die spätere Büyükada wurde am 27. September 2008 als zweites Schiff der Klasse bei der Marinewerft in Istanbul auf Kiel gelegt. Der Stapellauf erfolgte am 27. September 2011 und die Indienststellung am 27. September 2013.